# 7346-os mellékút (Magyarország)
A 7346-os számú mellékút egy szűk hat kilométer hosszú, négy számjegyű mellékút Veszprém vármegye délnyugati részén. A Balaton-felvidék nyugati részén fekvő települések összekapcsolásában van szerepe, közülük legfőképpen Salföld elérését biztosítja, a Balaton és a Káli-medence nyugati vége felől.

## Nyomvonala
A 71-es főútból ágazik ki, annak 71+800-as kilométerszelvényénél, Ábrahámhegy központjában, közvetlenül a Székesfehérvár–Tapolca-vasútvonal Ábrahámhegy megállóhelye mellett. Északnyugat felé indul, Patak utca néven, majd mintegy 850 méter után keresztezi a Burnót-patak folyását, és innen egy darabig azzal párhuzamos irányba, északnak fordul, a Szent István völgyi utca nevet felvéve.
1,3 kilométer után hagyja el Ábrahámhegy házait, és kevéssel a másfeledik kilométere után Salföld határvonala mellé szegődik. 1,7 kilométer megtétele után már teljesen salföldi területen jár, majd 2,4 kilométer után kiágazik belőle nyugat felé a 73 132-es út, ami Salföld központjába vezet és annak északi részén ér véget. A 7346-os keletről elkerüli a település belterületét, Salföld mégsem zsákfalu, mert északi szélétől egy kisebb, önkormányzati bekötőút visszacsatlakozik a 7346-osba, amit a 3+300-as kilométerszelvényénél ér el.
Negyedik kilométerét elhagyva az út már Kékkút lakatlan külterületén halad, majd kevéssel az ötödik kilométere előtt nyugatnak fordul, és ott kiágazik belőle keleti irányban a 73 133-as út: ez Kékkút centrumába vezet, majd onnan továbbhúzódik Kővágóörs központjáig, és ott ér véget, a 7314-es útba csatlakozva, 4,5 kilométer teljesítése után.
A 7346-as út ezután, az 5+400-as kilométerszelvénye táján átlépi Káptalantóti határát és ez utóbbi falu külterületének keleti peremén ér véget, beletorkollva a 7313-as útba, annak 13+600-as kilométerszelvényénél. Teljes hossza, az országos közutak térképes nyilvántartását szolgáló kira.gov.hu adatbázisa szerint 5,795 kilométer.